# Peter Salomon von Linger
Peter Salomon Linger, ab 1787 von Linger (* Juli 1719; † 11. Juli 1793 in Neiße) war ein preußischer Oberst und Chef der schlesischen Festungsartillerie.

## Leben

### Herkunft
Peter Salomon war der Neffe des 1705 nobilitierten Generals der Artillerie Christian Nicolaus von Linger und, nachdem er wegen „langjähriger treuer Dienste und Kenntnisse im Artilleriewesen“ am 3. Dezember 1787 die preußische Adelsbestätigung erhalten hatte, Stifter der II. Linie des Adelsgeschlechts von Linger. Seine Eltern waren der Oberstleutnant beim Feldbataillon der preußischen Artillerie Jacob Salomon Linger (1676–1729) und dessen erste Gattin Marie Elisabeth Lüderts. Der Kriegsrat Johann Gottlieb Friedrich (von) Linger (* 1725; † nach 1779) war sein Halbbruder.

### Werdegang
Linger trat im Jahr 1738 in die Artillerie der preußischen Armee ein. Er avancierte 1753 zum Sekondeleutnant, 1759 zum Stabskapitän sowie 1761 zum Premierkapitän. Bis 1762 hatte er als Kompaniechef der 30. Kompanie vorgestanden, wechselte aber in diesem Jahr in gleicher Funktion zur 36. Kompanie. Seine Beförderung zum Major erhielt er 1776 und die zum Oberstleutnant 1786. Hiermit wurde er Kommandeur des 1. Feldartillerieregiments. 1788 stieg er schließlich zum Oberst auf und wurde gleichzeitig als Chef der schlesische Festungsartillerie Nachfolger des verstorbenen Oberst Winterfeldt.

### Familie
Aus seiner 1756 geschlossenen Ehe mit Maria Elisabeth von Linger, geborene Oppermann und Witwe seines Vetters, des preußischen Majors im Kyaw-Kürassierregiment Wilhelm von Linger (1720–1756), sind nachstehende zwei Söhne und drei Töchter hervorgegangen.
- Karl Wilhelm (1757–1805), preußischer Kapitän und Kompaniechef im Feldartillerieregiment, ⚭ Karoline Amalie Elisabeth Eltester († 1822), Eltern des Generalmajors Wilhelm von Linger
- Charlotte Elisabeth (* 1759)
- Ernestine Sophie (* 1760)
- Peter Friedrich (1761–1762)
- Karoline Wilhelmine (* 1763) ⚭ NN Riemer, preußischer Leutnant von der Artillerie